# Jukka Salminen
Jukka Kalevi Salminen är en finsk sångare och kompositör som framför allt skrivit och framfört musik för barn. Hans album släpptes under tidsperioden 1983–2006.

## Diskografi
- Jalanjäljet (1983)
- Naapurin lapset (1994)
- Lailla enkelin (1995)
- Lastenmaa lauluja 3 (1997)
- Ihmeellinen palapeli (1998)
- Silmiisi katson (2000)
- Kapernaumin kaverit (2001)
- Piparintuoksua (2004)
- Laulureppu (2006)
- Wikimedia Commons har media som rör Jukka Salminen.